# Oujda
Oujda (tiếng Ả Rập: وجدة, phát âm tiếng Ả Rập: [wa(d)ʒda]) là một thành phố ở miền đông Maroc với dân số ước tính 1 triệu người. Thành phố này nằm khoảng 15 km về phía tây của Algérie khoảng 60 km về phía nam của biển Địa Trung Hải. Đây là thủ phủ của khu vực Đông của Marốc và nơi sinh của cựu Tổng thống Algérie, Abdelaziz Bouteflika. Khu vực đô thị của Oujda có một bãi biển được gọi là Saidia.

## Lịch sử
Có một số bằng chứng về khu định cư trong thời gian chiếm đóng La Mã, dường như đã được dưới sự kiểm soát của người Berber chứ không phải là người La Mã.
Uqba ibn Nafi bắt đầu cuộc chinh phục của khu vực Ả Rập, trong thời cai trị của Umayyad Caliphate, một cuộc chinh phục được hoàn thành vào năm 705 bởi Musa bin Nusair. Thành phố hiện đại được thành lập năm 994 bởi Ziri ibn Atiyya, vua của các bộ lạc Zenata. Các bổ sung đã được thực hiện trong năm 1048.
Trong giữa thế kỷ 11, Oujda đã nổi bật lại thông qua vị trí chiến lược của nó về phía đông con đường từ Sijilmasa. Trong suốt lịch sử của các triều đại của phương Tây Hồi giáo, Oujda đóng một vai trò quan trọng chiến lược giữa các Merinids, định cư ở Fes, trong trường hợp này như là một cơ sở phía sau trong cuộc xung đột của họ với những Abdalwadids Tlemcen.
Thành phố được xây dựng lại vào thế kỷ 13 bởi quốc vương Abu Yusuf Yaqub.

## Địa lý
Thành phố này nằm cách Địa Trung Hải 60 km (37 mi) về phía nam và cách Algérie 15 km (9 mi) về phía tây, với độ cao ước tính là 450 mét (1.476 feet).
Cách trung tâm thành phố 5 km (3 mi) về phía nam là Jbel Hamra, một khu rừng Địa Trung Hải điển hình và về phía đông của khu rừng này là công viên Sidi Maafa.
Oujda nằm ở phía nam dãy núi Beni Znassen.

### Khí hậu
Thành phố có khí hậu bán khô hạn lạnh (phân loại khí hậu Köppen BSk). Lượng mưa từ 300 mm (11,8 in) đến 500 mm (19,7 in) mỗi năm. Trời hiếm khi có tuyết vào mùa đông; trận tuyết gần đây nhất là vào ngày 5 tháng 2 năm 2012. Thời tiết ở Oujda mát mẻ nhưng vẫn ấm và ẩm ướt vào mùa đông, nóng và khô vào mùa hè.
| Dữ liệu khí hậu của Oujda (Sân bay Oujda) 1991–2020                                | Dữ liệu khí hậu của Oujda (Sân bay Oujda) 1991–2020 | Dữ liệu khí hậu của Oujda (Sân bay Oujda) 1991–2020 | Dữ liệu khí hậu của Oujda (Sân bay Oujda) 1991–2020 | Dữ liệu khí hậu của Oujda (Sân bay Oujda) 1991–2020 | Dữ liệu khí hậu của Oujda (Sân bay Oujda) 1991–2020 | Dữ liệu khí hậu của Oujda (Sân bay Oujda) 1991–2020 | Dữ liệu khí hậu của Oujda (Sân bay Oujda) 1991–2020 | Dữ liệu khí hậu của Oujda (Sân bay Oujda) 1991–2020 | Dữ liệu khí hậu của Oujda (Sân bay Oujda) 1991–2020 | Dữ liệu khí hậu của Oujda (Sân bay Oujda) 1991–2020 | Dữ liệu khí hậu của Oujda (Sân bay Oujda) 1991–2020 | Dữ liệu khí hậu của Oujda (Sân bay Oujda) 1991–2020 | Dữ liệu khí hậu của Oujda (Sân bay Oujda) 1991–2020 |
| Tháng                                                                              | 1                                                   | 2                                                   | 3                                                   | 4                                                   | 5                                                   | 6                                                   | 7                                                   | 8                                                   | 9                                                   | 10                                                  | 11                                                  | 12                                                  | Năm                                                 |
| ---------------------------------------------------------------------------------- | --------------------------------------------------- | --------------------------------------------------- | --------------------------------------------------- | --------------------------------------------------- | --------------------------------------------------- | --------------------------------------------------- | --------------------------------------------------- | --------------------------------------------------- | --------------------------------------------------- | --------------------------------------------------- | --------------------------------------------------- | --------------------------------------------------- | --------------------------------------------------- |
| Cao kỉ lục °C (°F)                                                                 | 27.8 (82.0)                                         | 33.1 (91.6)                                         | 35.4 (95.7)                                         | 35.9 (96.6)                                         | 41.6 (106.9)                                        | 44.0 (111.2)                                        | 47.3 (117.1)                                        | 46.7 (116.1)                                        | 42.8 (109.0)                                        | 39.4 (102.9)                                        | 32.6 (90.7)                                         | 29.6 (85.3)                                         | 47.3 (117.1)                                        |
| Trung bình ngày tối đa °C (°F)                                                     | 16.6 (61.9)                                         | 17.5 (63.5)                                         | 20.1 (68.2)                                         | 22.4 (72.3)                                         | 26.1 (79.0)                                         | 30.5 (86.9)                                         | 34.5 (94.1)                                         | 34.8 (94.6)                                         | 30.2 (86.4)                                         | 26.3 (79.3)                                         | 20.5 (68.9)                                         | 17.5 (63.5)                                         | 24.8 (76.6)                                         |
| Trung bình ngày °C (°F)                                                            | 10.4 (50.7)                                         | 11.3 (52.3)                                         | 13.5 (56.3)                                         | 15.6 (60.1)                                         | 19.0 (66.2)                                         | 23.0 (73.4)                                         | 26.6 (79.9)                                         | 27.1 (80.8)                                         | 23.2 (73.8)                                         | 19.6 (67.3)                                         | 14.5 (58.1)                                         | 11.6 (52.9)                                         | 17.9 (64.2)                                         |
| Tối thiểu trung bình ngày °C (°F)                                                  | 4.3 (39.7)                                          | 5.0 (41.0)                                          | 6.9 (44.4)                                          | 8.7 (47.7)                                          | 11.7 (53.1)                                         | 15.4 (59.7)                                         | 18.7 (65.7)                                         | 19.4 (66.9)                                         | 16.3 (61.3)                                         | 12.9 (55.2)                                         | 8.6 (47.5)                                          | 5.7 (42.3)                                          | 11.1 (52.0)                                         |
| Thấp kỉ lục °C (°F)                                                                | −7.1 (19.2)                                         | −4.0 (24.8)                                         | −5.0 (23.0)                                         | −2.4 (27.7)                                         | 0.0 (32.0)                                          | 4.0 (39.2)                                          | 6.0 (42.8)                                          | 7.0 (44.6)                                          | 5.0 (41.0)                                          | 0.0 (32.0)                                          | −0.4 (31.3)                                         | −6.0 (21.2)                                         | −7.1 (19.2)                                         |
| Lượng Giáng thủy trung bình mm (inches)                                            | 31.5 (1.24)                                         | 29.9 (1.18)                                         | 34.3 (1.35)                                         | 32.7 (1.29)                                         | 24.3 (0.96)                                         | 5.2 (0.20)                                          | 1.5 (0.06)                                          | 6.4 (0.25)                                          | 18.0 (0.71)                                         | 27.6 (1.09)                                         | 34.0 (1.34)                                         | 25.4 (1.00)                                         | 270.8 (10.66)                                       |
| Số ngày giáng thủy trung bình (≥ 1.0 mm)                                           | 4.8                                                 | 4.3                                                 | 4.5                                                 | 4.7                                                 | 3.2                                                 | 1.0                                                 | 0.4                                                 | 1.2                                                 | 2.4                                                 | 3.8                                                 | 4.6                                                 | 4.3                                                 | 39.2                                                |
| Độ ẩm tương đối trung bình (%) (at 6:00 am)                                        | 83                                                  | 82                                                  | 84                                                  | 87                                                  | 86                                                  | 83                                                  | 76                                                  | 77                                                  | 81                                                  | 85                                                  | 82                                                  | 83                                                  | 82                                                  |
| Số giờ nắng trung bình tháng                                                       | 197.5                                               | 189.9                                               | 229.0                                               | 249.5                                               | 284.6                                               | 312.4                                               | 333.3                                               | 314.1                                               | 255.0                                               | 227.6                                               | 193.6                                               | 188.1                                               | 2.974,6                                             |
| Nguồn 1: NOAA (nắng 1981–2010)                                                     |                                                     |                                                     |                                                     |                                                     |                                                     |                                                     |                                                     |                                                     |                                                     |                                                     |                                                     |                                                     |                                                     |
| Nguồn 2: Deutscher Wetterdienst (độ ẩm, 1947–1976), Meteo Climat (nhiệt độ kỷ lục) |                                                     |                                                     |                                                     |                                                     |                                                     |                                                     |                                                     |                                                     |                                                     |                                                     |                                                     |                                                     |                                                     |